# Hans Henrik Clemensen
Hans Henrik Clemensen (født 4. oktober 1948 i København) er en dansk skuespiller.
Clemensen blev uddannet fra Fiolteatret i 1973, og har siden været tilknyttet Det Kongelige Teater, Det Danske Teater, Gladsaxe Teater og Mungo Park. Han har desuden haft roller i adskillige film og tv-serier.
Privat var han fra 1976-1986 samboende med Vigga Bro.

## Filmografi
- Ta' det som en mand, frue (1975)
- Koks i kulissen (1983)
- Flamberede hjerter (1986)
- Guldregn (1988)
- Dansen med Regitze (1989)
- Det forsømte forår (1993)
- Portland (1996)
- Idioterne (1998)
- Elsker dig for evigt (2002)
- Lad de små børn... (2004)
- De unge år: Erik Nietzsche sagaen del 1 (2007)
- Flammen og Citronen (2008)
- Tarok (2013)

### Tv-serier
- Nana (1987)
- Landsbyen (1991-1996)
- Bryggeren (1996-1997)
- TAXA (1997-1999)
- Pas på mor (1998-1998)
- Hjerteflimmer (1998)
- Edderkoppen (2000)
- Rejseholdet (2000-2003)
- Forsvar (2003)
- Ørnen (2004)